# Diecinueve de Abril
Diecinueve de Abril és una localitat de l'Uruguai, ubicada al sud-est del departament de Rocha. El poble rep el seu nom en homenatge a la data en la qual se celebra l'arribada dels Trenta-tres Orientals al país, els homes que van lluitar per la independència.
Es troba només a 1 metre sobre el nivell del mar.

## Població
Diecinueve de Abril té una població de 239 habitants, segons les dades del cens de 2004.
| Any  | Població |
| ---- | -------- |
| 1963 | 308      |
| 1975 | 308      |
| 1985 | 256      |
| 1996 | 254      |
| 2004 | 239      |

Font: Institut Nacional d'Estadística de l'Uruguai